# A3!のディスコグラフィ
A3!のディスコグラフィでは、スマートフォン向けアプリケーションゲーム『A3!』のCD作品について記述する。発売元はポニーキャニオン。

## A3ders!
各組のリーダーである佐久間咲也（声 - 酒井広大）、皇天馬（声 - 江口拓也）、摂津万里（声 - 沢城千春）、月岡紬（声 - 田丸篤志）によるユニット。

### MANKAI☆開花宣言
1枚目のシングル。2017年2月15日発売。
当初はシングルでのリリースが予定されていたが、発売直前に突如としてアルバムに変更された。一方で、ビルボードにおいてはシングル扱いのままである。

### 春夏秋冬☆Blooming!
2枚目のシングル。2018年3月7日発売。初回限定特典として、限定カード（全4種）がもらえるシリアルコードが付属する。
楽曲制作者であるオーイシマサヨシによるセルフカバーが、『仮歌II』に収録されている。
チャート成績
3月6日付のオリコンデイリーランキングでは4位にランクイン。前作と異なり今回はきちんとシングルチャートに登場した。翌日の3月7日付で0.8万枚を売り上げ3位にランクインした。3月19日付のオリコン週間シングルランキングで3.6万枚を売り上げて3位にランクインした。
収録曲
斜体はドラマパート。
1. 春夏秋冬☆Blooming!
作詞・作曲・編曲：大石昌良
2. リーダー会議2
3. 春夏秋冬☆Blooming!（Instrumental）

### Act! Addict! Actors!
3枚目のシングル。2020年2月5日発売。

本楽曲は、2020年1月より放送のA3! SEASON SPRING & SUMMERのオープニング主題歌。
カップリングとして、各組のリーダーによるソロバージョンも収録されている。
作品背景
楽曲製作者の大石昌良は『A3! SEASON SPRING & SUMMER』のアニメ化発表前にオファーをもらったとPASH!とのインタビューで語っている。2019年のイベント『A3! BLOOMING CARNIVAL』の時点では大石本人による仮歌が出来上がっており、アニメ放送半年前の時点では完成していた。
春組の佐久間 咲也を演じた酒井広大は、アニメイトタイムズとのインタビューの中で、歌詞の中にMANKAIカンパニーや舞台用語がちりばめられていて、『A3!』のカラーが強くなっていると話しており、「それに加えて、日常を舞台に置き換えて、つらいことや悲しいことがあっても、人生という舞台では１人ひとりが主人公であり、幕が上がったら止められないので、悩む時間があるならとにかく突き進んでいこうよというメッセージ性もあって。」とも述べている。また、酒井によると開演を知らせるブザーが効果音として入っているとされている。
収録曲
1. Act! Addict! Actors!
作詞・作曲・編曲：大石昌良[6]
2. Act! Addict! Actors! (佐久間咲也Ver.)
3. Act! Addict! Actors! (皇天馬Ver.)
4. Act! Addict! Actors! (摂津万里Ver.)
5. Act! Addict! Actors! (月岡紬Ver.)
6. Act! Addict! Actors! (Instrumental.)

評価
ライターの荻原梓は、楽曲製作者の大石昌良の作風が夢を追う彼らの活発な姿勢にマッチしていると評価している。

### Circle of Seasons
4枚目のシングル。2020年10月21日発売。

本楽曲は、2020年10月より放送のA3! SEASON AUTUMN & WINTERのオープニング主題歌。
収録曲
1. Circle of Seasons
作詞・作曲・編曲：大石昌良
2. Circle of Seasons (佐久間咲也Ver.)
3. Circle of Seasons (皇天馬Ver.)
4. Circle of Seasons (摂津万里Ver.)
5. Circle of Seasons (月岡紬Ver.)
6. Circle of Seasons (Instrumental.)

## 春組

### First SPRING EP
春組1枚目のミニ・アルバム。2017年5月24日発売。

### Blooming SPRING EP
春組2枚目のミニ・アルバム。2017年10月4日発売。初回限定特典として、限定カード（全3種）がもらえるシリアルコードがつく。
チャート成績
10月3日付のオリコンデイリーランキングでは1.1万枚を売り上げ3位にランクイン。2日後の10月5日付では2位にランクインした。10月16日付のオリコン週間シングルランキングで2.5万枚を売り上げて3位にランクインした。アニメアルバム週間ランキングでは前回1位を譲った夏組を破り、初の週間1位獲得となった。
収録曲
1. ワンダーランド・ア・ゴーゴー!!
歌：アリス＆帽子屋（碓氷真澄（白井悠介）、茅ヶ崎至（浅沼晋太郎））
作詞・作曲・編曲：大石昌良
春組の第二回公演曲。
2. 思い出のねじ巻き
歌：ルーク＆Ｓ（皆木綴（西山宏太朗）、シトロン（五十嵐雅））
作詞：ミズノゲンキ、作曲・編曲：長谷川智樹
春組の第三回公演曲。
3. ダンデライオンのあくび
歌：皆木綴（西山宏太朗）
作詞・作曲・編曲：やしきん
4. Gamer's High
歌：茅ヶ崎至（浅沼晋太郎）
作詞・作曲・編曲：Heart's Cry
5. シトロンの正しい日本語講座？
歌：シトロン（五十嵐雅）
作詞・作曲・編曲：園田健太郎
6. ワンダーランド・ア・ゴーゴー（Instrumental）
7. 思い出のねじ巻き（Instrumental）
8. ダンデライオンのあくび（Instrumental）
9. Gamer's High（Instrumental）
10. シトロンの正しい日本語講座？（Instrumental）

### VIVID SPRING EP
春組3枚目のミニ・アルバム。2018年10月3日発売。初回限定特典として、限定カード（全3種）がもらえるシリアルコードがつく。
チャート成績
収録曲
1. 春ですね。
作詞・作曲・編曲：園田健太郎
春組のテーマ曲。
2. 嘘つきは魔法のはじまり
歌：オズワルド＆リック（卯木千景（羽多野渉）、佐久間咲也（酒井広大））
作詞・作曲：やしきん、編曲：奈良悠樹
春組の第四回公演曲。
3. The Pride Of The Knights
歌：ランスロット＆ガウェイン（茅ヶ崎至（浅沼晋太郎）、卯木千景（羽多野渉））
作詞・作曲・編曲：ミト (クラムボン)
春組の第五回公演曲。
4. ペテン師の憂鬱
歌：卯木千景（羽多野渉）
作詞・作曲：大石昌良、編曲：園田健太郎
5. 春ですね。（Instrumental）
6. 嘘つきは魔法のはじまり（Instrumental）
7. The Pride Of The Knights（Instrumental）
8. ペテン師の憂鬱（Instrumental）

楽曲背景
「ペテン師の憂鬱」は、卯木千景を題材としている。
千景を演じた羽多野渉は、楽曲製作者の大石による仮歌ではキャラクターの二面性を出すためにファルセットと地声を行き来する形で歌われており、これを踏襲しようとすると、羽多野ではファルセットを出すには低く、地声で歌うには高いため、難易度が高かったと夏組の兵頭九門を演じる畠中祐との対談の中で振り返っている。

### BRIGHT SPRING EP
春組4枚目のミニ・アルバム。2019年6月26日発売。初回限定特典として、限定カード（全3種）がもらえるシリアルコードがつく。
チャート成績
収録曲
1. はじまりはカルテット
歌：西園寺エニス&向井庸太［シトロン、碓氷真澄（CV：五十嵐雅、白井悠介）］
作詞・作曲・編曲：Yu（vague）
春組第六回公演曲。
2. Ever☆Blooming! ～春組Ver.～
歌：春組[メンバー 2]
作詞・作曲：大石昌良　編曲：大石昌良、奈良悠樹
3. MANKAIチャンネル ～春組編～
4. はじまりはカルテット（Instrumental）
5. Ever☆Blooming!（Instrumental）

### SUNNY SPRING EP
春組5枚目のミニ・アルバム。2021年7月21日発売。初回限定特典として、限定カード（全3種）がもらえるシリアルコードがつく。
チャート成績
収録曲
1. My dictionary
歌：佐久間咲也（CV：酒井広大）
作詞・作曲・編曲：Yu（vague）
佐久間咲也2ndキャラクターソング。
2. 初恋X
歌：碓氷真澄（CV：白井悠介）
作詞・作曲・編曲：中山真斗
碓氷真澄2ndキャラクターソング。
3. The storyteller
歌：皆木綴（CV:西山宏太朗）
作詞・作曲・編曲：園田健太郎
皆木綴2ndキャラクターソング。
4. Real Luck
歌：茅ヶ崎至（CV:浅沼晋太郎）
作詞・作曲・編曲：ANCHOR
茅ヶ崎至2ndキャラクターソング。
5. あいうえおおきなシトロンJAPAN
歌：シトロン（CV:五十嵐雅）
作詞・作曲・編曲：やしきん
シトロン2ndキャラクターソング。
6. SEEDS
歌：卯木千景（CV：羽多野渉）
作詞・作曲・編曲：ピノキオピー
卯木千景2ndキャラクターソング。
7. My dictionary（Instrumental）
8. 初恋X（Instrumental）
9. The storyteller（Instrumental）
10. Real Luck（Instrumental）
11. あいうえおおきなシトロンJAPAN（Instrumental）
12. SEEDS（Instrumental）

## 夏組

### First SUMMER EP
夏組1枚目のミニ・アルバム。2017年5月24日発売。初回限定特典として、限定カード（全2種）がもらえるシリアルコード、ファンミーティングツアー『A3! 1stファンミーティング～昼の部～』への応募シリアルコードが付属する。
チャート成績
5月23日付のオリコンデイリーランキングでは3位にランクイン。2日後の5月25日付で0.5万枚を売り上げ2位にランクインした。6月5日付のオリコン週間シングルランキングで3.1万枚を売り上げて3位にランクインした。また、アニメアルバムチャートでも週間、月間の両方で1位を獲得した。
収録曲
1. オレサマ☆夏 summer
作詞・作曲・編曲：ヒゲドライバー
夏組のテーマ曲。
2. 楽園オアシス
作詞・作曲・編曲：ゆよゆっぺ
夏組の旗揚げ公演曲。
3. 夏のジレンマ
歌：皇天馬（江口拓也）
作詞・作曲・編曲：やしきん
4. MINORITY
歌：瑠璃川幸（土岐隼一）
作詞・作曲：杉山勝彦、編曲：杉山勝彦、横尾祐樹、谷地学
5. オレサマ☆夏 summer（Instrumental）
6. 楽園オアシス（Instrumental）
7. 夏のジレンマ（Instrumental）
8. MINORITY（Instrumental）

### Blooming SUMMER EP
夏組2枚目のミニ・アルバム。2017年10月4日発売。初回限定特典として、限定カード（全3種）がもらえるシリアルコードが付属する。
チャート成績
10月3日付のオリコンデイリーランキングでは4位にランクイン。2日後の10月5日付では0.3万枚を売り上げ3位にランクインした。10月16日付のオリコン週間シングルランキングで2.4万枚を売り上げて4位にランクインした。
収録曲
1. にゃんばれ! にゃにゃにゃにゃ☆にゃん生!
歌：シロ＆クロ（瑠璃川幸（土岐隼一）、三好一成（小澤廉））
作詞：烏屋茶房、作曲：篠崎あやと、烏屋茶房、編曲：篠崎あやと
夏組の第二回公演曲。
2. 進め! パイレーツ
歌：スカイ＆ヘンリー（斑鳩三角（廣瀬大介）、向坂椋（山谷祥生））
作詞：ゆよゆっぺ、作曲・編曲：Powerless
夏組の第三回公演曲。
3. いつか王子様に…
歌：向坂 椋（山谷祥生）
作詞：利根川貴之、作曲・編曲：北川勝利（ROUND TABLE）
4. いちにっさんかく
歌：斑鳩三角（廣瀬大介）
作詞・作曲・編曲：サクライケンタ
5. Summer Time Love
歌：三好一成（小澤廉）
作詞：FUNK UCHINO、作曲：TAKAROT、FUNK UCHINO、編曲：TAKAROT、Shinji Tanaka
6. にゃんばれ! にゃにゃにゃにゃ☆にゃん生!（Instrumental）
7. 進め! パイレーツ（Instrumental）
8. いつか王子様に…（Instrumental）
9. いちにっさんかく（Instrumental）
10. Summer Time Love（Instrumental）

### VIVID SUMMER EP
夏組3枚目のミニ・アルバム。2018年10月3日発売。初回限定特典として、限定カード（全3種）がもらえるシリアルコードがつく。
チャート成績
収録曲
1. 夏って☆パリパリ!
作詞・作曲・編曲：ヒゲドライバー
夏組のテーマ曲。
2. Exciting Charmer!
歌：秋山壮太＆井上遼（兵頭九門（畠中祐）、皇天馬（江口拓也））
作詞：利根川貴之、作曲・編曲：yamazo
夏組の第四回公演曲。
3. 渾沌オーライ!
歌：キイチ＆ヨシマル（三好一成（小澤廉）、斑鳩三角（廣瀬大介））
作詞・作曲・編曲：Q-MHz
夏組の第五回公演曲。
4. 晴転のシンカー
歌：兵頭九門（畠中祐）
作詞・作曲：sasakure.UK、編曲：有形ランペイジ
5. 夏って☆パリパリ!（Instrumental）
6. Exciting Charmer!（Instrumental）
7. 渾沌オーライ!（Instrumental）
8. 晴転のシンカー（Instrumental）

### BRIGHT SUMMER EP
夏組4枚目のミニ・アルバム。2019年6月26日発売。初回限定特典として、限定カード（全3種）がもらえるシリアルコードがつく。
チャート成績
収録曲
1. The Prince in Full Bloom〜花の王子と従者様～
歌：フローレンス&ブロト［向坂椋、兵頭九門（CV：山谷祥生、畠中祐）］
作詞：烏屋茶房、作曲：emon(Tes.)、Powerless、編曲：Powerless
夏組の第六回公演曲。
2. Ever☆Blooming! ～夏組Ver.～
歌：夏組[メンバー 4]
作詞・作曲：大石昌良、編曲：大石昌良、奈良悠樹
3. MANKAIチャンネル ～夏組編～
4. The Prince in Full Bloom〜花の王子と従者様～（Instrumental）
5. Ever☆Blooming!（Instrumental）

### SUNNY SUMMER EP
夏組5枚目のミニ・アルバム。2021年10月20日発売。初回限定特典として、限定カード（全3種）がもらえるシリアルコードがつく。
チャート成績
収録曲
1. Sunflowers
歌：皇天馬（CV:江口拓也）
作詞：ヒゲドライバー、作曲・編曲：eba
皇天馬2ndキャラクターソング。
2. Tailor Tailor!
歌：瑠璃川幸（CV:土岐隼一）
作詞：烏屋茶房、作曲・編曲：emon（Tes.）
瑠璃川幸2ndキャラクターソング。
3. キミだけのプリンス
歌：向坂椋（CV:山谷祥生）
作詞・作曲・編曲：YASUHIRO（康寛）
向坂椋2ndキャラクターソング。
4. さんかくあつめ
歌：斑鳩三角（CV:廣瀬大介）
作詞・作曲・編曲：サクライケンタ
斑鳩三角2ndキャラクターソング。
5. Be Greedy Diver!
歌：三好一成（CV:赤澤燈）
作詞：アオワイファイ、作曲・編曲：ヒゲドライバー
三好一成2ndキャラクターソング。
6. 夕敬のキャッチボール
歌：兵頭九門（CV:畠中祐）
作詞・作曲・編曲：ANCHOR
兵頭九門2ndキャラクターソング。
7. Sunflowers（Instrumental）
8. Tailor Tailor!（Instrumental）
9. キミだけのプリンス（Instrumental）
10. さんかくあつめ（Instrumental）
11. Be Greedy Diver!（Instrumental）
12. 夕敬のキャッチボール（Instrumental）

## 秋組

### First AUTUMN EP
秋組1枚目のミニ・アルバム。2017年6月28日発売。初回限定特典として、限定カード（全2種）がもらえるシリアルコード、ファンミーティングツアー『A3! 1stファンミーティング～夜の部～』への応募シリアルコードが付属する。
チャート成績
6月27日付のオリコンデイリーランキングでは4位にランクイン。翌日の6月28日付で0.6万枚を売り上げ3位にランクインした。7月10日付のオリコン週間シングルランキングで3.2万枚を売り上げて3位にランクインした。また、アニメアルバムチャートでも週間、月間の両方で1位を獲得。週間チャートでは冬組が2位となったため、けものフレンズの『Japari Cafe』『けものフレンズ オリジナルサウンドトラック』以来1ヶ月ぶりとなる同一作品による週間1・2位独占となった。
収録曲
1. oneXone
作詞・作曲・編曲：R・O・N
秋組のテーマ曲。
2. 一夜限りの相棒
歌：ルチアーノ&ランスキー［摂津万里、兵頭十座（CV：沢城千春、武内駿輔）
作詞・作曲・編曲：沖井礼二（TWEEDEES）
秋組の旗揚げ公演曲。
3. スーパーウルトライージーモード
歌：摂津万里（沢城千春）
作詞・作曲・編曲：R・O・N
4. LONER
歌：兵頭十座（武内駿輔）
作詞・作曲・編曲：R・O・N
5. oneXone（Instrumental）
6. 一夜限りの相棒（Instrumental）
7. スーパーウルトライージーモード（Instrumental）
8. LONER（Instrumental）

### Blooming AUTUMN EP
秋組2枚目のミニ・アルバム。2017年11月1日発売。初回限定特典として、限定カード（全3種）がもらえるシリアルコードが付属する。
チャート成績
10月31日付のオリコンデイリーランキングでは1.3万枚を売り上げ3位にランクインした。11月13日付のオリコン週間シングルランキングで2.5万枚を売り上げて3位にランクインした。
収録曲
1. Just For Myself
歌：ヴォルフ&ゼロ［伏見臣、七尾太一（CV：熊谷健太郎、濱健人）］
作詞・作曲・編曲：ゆよゆっぺ
秋組第二回公演曲
2. BUZAMA
歌：風間銀二&龍田謙［古市左京、兵頭十座（CV：帆世雄一、武内駿輔）］
作詞：利根川貴之、作曲：利根川貴之、坂和也、編曲：坂和也&Wicky.Recordings
秋組第三回公演曲
3. Living The Dream
歌：七尾太一（CV：濱健人）
作詞・作曲・編曲：emon（Tes.）
七尾太一キャラクターソング
4. ファインダー越しの絆
歌：伏見臣（CV：熊谷健太郎）
作詞：織田あすか（Elements Garden）
作曲・編曲：末益涼太（Elements Garden）
伏見 臣キャラクターソング
5. 雨のモノローグ
歌：古市左京（CV：帆世雄一）
作詞：清浦夏実（TWEEDEES）
作曲・編曲：沖井礼二（TWEEDEES）
古市左京キャラクターソング
6. Just For Myself（Instrumental）
7. BUZAMA（Instrumental）
8. Living The Dream（Instrumental）
9. ファインダー越しの絆（Instrumental）
10. 雨のモノローグ（Instrumental）

### VIVID AUTUMN EP
秋組3枚目のミニ・アルバム。2018年11月7日発売。初回限定特典として、限定カード（全3種）がもらえるシリアルコードがつく。
チャート成績
収録曲
1. SECOND SHOT
作詞・作曲・編曲：R・O・N
秋組のテーマ曲。
2. RESPAWN
歌：アベル&イヴァン（泉田莇（小西成弥）、摂津万里（沢城千春））
作詞・作曲：ANCHOR（ZiNG）、編曲：ZiNG
秋組の第四回公演曲。
3. ロードトゥ饅頭マスター!
歌：チャン＆ユン（七尾太一（濱健人）、泉田莇（小西成弥））
作詞：やいり、橘亮祐、作曲：やいり、編曲：橘亮祐
秋組の第五回公演曲。
4. 餓鬼扱い
歌：泉田莇（小西成弥）
作詞：利根川貴之、作曲・編曲：eba
5. SECOND SHOT（Instrumental）
6. RESPAWN（Instrumental）
7. ロードトゥ饅頭マスター!（Instrumental）
8. 餓鬼扱い（Instrumental）

### BRIGHT AUTUMN EP
秋組4枚目のミニ・アルバム。2019年7月24日発売。初回限定特典として、限定カード（全3種）がもらえるシリアルコードがつく。
チャート成績
収録曲
1. Muddy Hero
歌：ブラッド&ヒューイ［兵頭十座、伏見臣（CV：武内駿輔、熊谷健太郎）］
作詞：利根川貴之、作曲・編曲：eba
秋組の第六回公演曲。
2. Ever☆Blooming! ～秋組Ver.～
歌：秋組[メンバー 6]
作詞・作曲：大石昌良、編曲：大石昌良、奈良悠樹
3. MANKAIチャンネル ～秋組編～
4. Muddy Hero（Instrumental）
5. Ever☆Blooming!（Instrumental）

### SUNNY AUTUMN EP
秋組5枚目のミニ・アルバム。2022年1月5日発売。初回限定特典として、限定カード（全3種）がもらえるシリアルコードがつく。
チャート成績
収録曲
1. RE:portrait
歌：摂津万里（CV：沢城千春）
作詞・作曲・編曲：吟（BUSTED ROSE）
摂津万里2ndキャラクターソング。
2. MIRAILIGHT
歌：兵頭十座（CV：武内駿輔）
作詞・作曲・編曲：R・O・N
兵頭十座2ndキャラクターソング。
3. Make My Dream
歌：七尾太一（CV:濱健人）
作詞：emon(Tes.) 、Tudiken、作曲・編曲：emon(Tes.)
七尾太一2ndキャラクターソング。
4. Lone Wolves
歌：伏見臣（CV:熊谷健太郎）
作詞・作曲：ANCHOR、編曲：ZiNG
伏見臣2ndキャラクターソング。
5. 路地裏はいつもにわか雨
歌：古市左京（CV:帆世雄一）
作詞：ANCHOR、作曲・編曲：堀江晶太
古市左京2ndキャラクターソング。
6. Teenager
歌：泉田莇（CV：小西成弥）
作詞・作曲・編曲：佐高陵平（Hifumi,inc.）
泉田莇2ndキャラクターソング。
7. RE:portrait（Instrumental）
8. MIRAILIGHT（Instrumental）
9. Make My Dream（Instrumental）
10. Lone Wolves（Instrumental）
11. 路地裏はいつもにわか雨（Instrumental）
12. Teenager（Instrumental）

## 冬組

### First WINTER EP
冬組1枚目のミニ・アルバム。2017年6月28日発売。初回限定特典として、限定カード（全2種）がもらえるシリアルコード、ファンミーティングツアー『A3! 1stファンミーティング～夜の部～』への応募シリアルコードが付属する。
チャート成績
6月27日付のオリコンデイリーランキングでは5位にランクイン。翌日の6月28日付で4位にランクインした。7月10日付のオリコン週間シングルランキングで2.8万枚を売り上げて5位にランクインした。
収録曲
1. to bloom…
作詞：織田あすか、作曲・編曲：末益涼太
冬組のテーマ曲。
2. Don’t cry…
作詞：織田あすか、作曲・編曲：末益涼太
冬組の旗揚げ公演曲。
3. Keyword
歌：月岡紬（田丸篤志）
作詞：ミズノゲンキ、作曲・編曲：川島弘光
4. Beyond The Wall
歌：高遠丞（佐藤拓也）
作詞：ミズノゲンキ、作曲・編曲：R・O・N
5. to bloom…（Instrumental）
6. Don’t cry…（Instrumental）
7. Keyword（Instrumental）
8. Beyond The Wall（Instrumental）

### Blooming WINTER EP
冬組2枚目のミニ・アルバム。2017年11月1日発売。初回限定特典として、限定カード（全3種）がもらえるシリアルコードが付属する。
チャート成績
10月31日付のオリコンデイリーランキングでは4位にランクインした。11月13日付のオリコン週間シングルランキングで2.4万枚を売り上げて4位にランクインした。
1. esの憂鬱
歌：鷺島 亨&東条志岐［有栖川誉、御影密（CV:豊永利行、寺島惇太）］
作詞・作曲・編曲：中山真斗
冬組第二回公演曲
2. 正体
歌：九頭玲央&瀬尾浩太［雪白東、高遠丞（CV:柿原徹也、佐藤拓也）］
作詞・作曲：杉山勝彦
編曲：杉山勝彦、新倉一梓
冬組第三回公演曲
3. トロイメライと空白
歌：御影密（CV:寺島惇太）
作詞・作曲・編曲：sasakure.UK
御影密キャラクターソング
4. 奇天烈ポエマー
歌：有栖川誉（CV:豊永利行）
作詞・作曲・編曲：大石昌良
有栖川誉キャラクターソング
5. 月虹上のアリア
歌：雪白東（CV:柿原徹也）
作詞：織田あすか（Elements Garden）
作曲・編曲：末益涼太（Elements Garden）
雪白東キャラクターソング
6. esの憂鬱（Instrumental）
7. 正体（Instrumental）
8. トロイメライと空白（Instrumental）
9. 奇天烈ポエマー（Instrumental）
10. 月虹上のアリア（Instrumental）

### VIVID WINTER EP
冬組3枚目のミニ・アルバム。2018年11月7日発売。初回限定特典として、限定カード（全3種）がもらえるシリアルコードがつく。
チャート成績
収録曲
1. Precious to us～僕らの季節～
作詞：織田あすか（Elements Garden）、作曲：末益涼太（Elements Garden）、編曲：藤田淳平（Elements Garden）
冬組のテーマ曲。
2. UNMASK
歌：ファントム&クリス（ガイ（日野聡）、月岡紬（田丸篤志））
作詞：ミズノゲンキ、作曲・編曲：R・O・N
冬組の第四回公演曲。
3. 獨行道
歌：宮本武蔵&佐々木小次郎（高遠丞（佐藤拓也）、ガイ（日野聡））
作詞：マイクスギヤマ、作曲：田中公平、編曲：中村博
冬組の第五回公演曲。
4. DEFRAGMENTATION
歌：ガイ（日野聡）
 作詞・作曲・編曲：月蝕會議
5. Precious to us～僕らの季節～（Instrumental）
6. UNMASK（Instrumental）
7. 獨行道（Instrumental）
8. DEFRAGMENTATION（Instrumental）

### BRIGHT WINTER EP
冬組4枚目のミニ・アルバム。2019年7月24日発売。初回限定特典として、限定カード（全3種）がもらえるシリアルコードがつく。
チャート成績
収録曲
1. PLASTIC POKER
歌：リアム&ノーマン［御影密、雪白東（CV：寺島惇太、柿原徹也）］
作詞：只野菜摘、作曲・編曲：広川恵一（MONACA）
冬組第六回公演曲。
2. Ever☆Blooming! ～冬組Ver.～
歌：冬組[メンバー 8]
作詞・作曲：大石昌良　編曲：大石昌良、奈良悠樹
3. MANKAIチャンネル ～冬組編～
4. PLASTIC POKER（Instrumental）
5. Ever☆Blooming!（Instrumental）

### SUNNY WINTER EP
冬組5枚目のミニ・アルバム。2022年3月16日発売。初回限定特典として、限定カード（全3種）がもらえるシリアルコードがつく。
チャート成績
収録曲
1. CROSS LINES
歌：月岡紬（CV：田丸篤志）
作詞：ミズノゲンキ、作曲・編曲：奈良悠樹
月岡紬2ndキャラクターソング。
2. Train Myself
歌：高遠丞（CV:佐藤拓也）
作詞：ミズノゲンキ、作曲・編曲：R・O・N
高遠丞2ndキャラクターソング。
3. ナハトムジクと白月
歌：御影密（CV:寺島惇太）
作詞・作曲・編曲：sasakure.UK
御影密2ndキャラクターソング。
4. エモーション
歌：有栖川誉（CV:豊永利行）
作詞・作曲：DECO*27、編曲：Rockwell
有栖川誉2ndキャラクターソング。
5. 夜明けの純粋
歌：雪白東（CV:柿原徹也）
作詞・作曲・編曲：Yu（vague）
雪白東2ndキャラクターソング。
6. For Your Journey 〜The Bar’s Secret〜
歌：ガイ（CV:日野聡）
作詞・作曲・編曲：高尾奏之介
ガイ2ndキャラクターソング。
7. CROSS LINES（Instrumental）
8. Train Myself（Instrumental）
9. ナハトムジクと白月（Instrumental）
10. エモーション（Instrumental）
11. 夜明けの純粋（Instrumental）
12. For Your Journey 〜The Bar’s Secret〜（Instrumental）

## BRBRookies!
第二部より登場した卯木千景（声 - 羽多野渉）、兵頭九門（声 - 畠中祐）、泉田莇（声 - 小西成弥）、ガイ（声 - 日野聡）によるユニット。

### GOLDEN ENCORE!
1枚目のシングル。2018年6月20日発売。初回限定特典として、限定カード（全4種）がもらえるシリアルコードが付属する。
収録曲
斜体はドラマパート。
1. GOLDEN ENCORE!
作詞・作曲・編曲：中山真斗
2. ルーキーズ焼き肉
3. GOLDEN ENCORE!（Instrumental）

## MANKAIカンパニーミックス公演

### ウラオモテTEACHER
1枚目のシングル。2018年12月12日発売。初回限定特典として、限定カード（全4種）がもらえるシリアルコードが付属する。
収録曲
斜体はドラマパート。
1. Growing Pain
歌：二見重人&新橋新［茅ヶ崎至、摂津万里（CV：浅沼晋太郎、沢城千春）］
作詞・作曲：ANCHOR（ZiNG）、編曲：ZiNG
2. 放課後ミッドナイト
歌：只野誠人&近藤譲［斑鳩三角、月岡紬（CV：廣瀬大介、田丸篤志）］
作詞・作曲・編曲：ANCHOR
3. たるち＆NEOの役作り実況
4. Growing Pain（Instrumental）
5. 放課後ミッドナイト（Instrumental）

### A3! MIX SEASONS LP
初のMIX公演曲が入ったアルバム（公演曲12曲収録）。2019年12月18日に発売。
LIMITED EDITION版には、2019年8月17日～18日に開催された「A3! BLOOMING CARNIVAL」の展示の模様や、ミニステージのダイジェスト映像が収録されたBlu-rayが特典として付属する。
収録曲
1. Growing Pain
歌：二見重人&新橋新［茅ヶ崎至、摂津万里（CV：浅沼晋太郎、沢城千春）］
作詞・作曲：ANCHOR（ZiNG）、編曲：ZiNG
2. 放課後ミッドナイト
歌：只野誠人&近藤譲［斑鳩三角、月岡紬（CV：廣瀬大介、田丸篤志）］
作詞・作曲・編曲：ANCHOR
3. 不屈のチャント
歌：久保田&宮木［皆木 綴、高遠 丞（CV：西山宏太朗、佐藤拓也）］
作詞・作曲・編曲：yamazo
4. ソラチカ
歌：五十嵐&耕平［伏見 臣、泉田 莇（CV：熊谷健太郎、小西成弥）］
作詞・作曲・編曲：やしきん
5. 彗星とサーカス王
歌：ジョージ&ティム［有栖川 誉、三好一成（CV：豊永利行、小澤廉）］
作詞・作曲・編曲：sasakure.UK
6. MagiClap
歌：ウィル&ニック［佐久間咲也、向坂 椋（CV：酒井広大、山谷祥生）］
作詞・作曲・編曲：サクライケンタ
7. 未完成な空で
歌：菊川＆三上［瑠璃川 幸、七尾太一（CV：土岐隼一、濱健人）］
作詞・作曲・編曲：ANCHOR(ZiNG)
8. Professional
歌：葉山＆古賀［碓氷真澄、皇 天馬（CV：白井悠介、江口拓也）］
作詞：ANCHOR(ZiNG)、作曲：堀江晶太、編曲：堀江晶太、ANCHOR
9. 桔梗の花
歌：安倍晴明＆佼［古市左京、雪白 東（CV：帆世雄一、柿原徹也）］
作詞・作曲・編曲：月蝕會議
10. 宵の三日月
歌：月白＆翡翠［シトロン、ガイ（CV：五十嵐雅、日野聡）］
作詞：shie、Yu、作曲・編曲：Yu(vague)
11. SCARLET GAME
歌：ホームズ＆モリアーティ［御影 密、卯木千景（CV：寺島惇太、羽多野渉）］
作詞・作曲・編曲：中山真斗
12. Qと銃
歌：ワトソン＆モラン［兵頭九門、兵頭十座（CV：畠中祐、武内駿輔）］
作詞・作曲・編曲：sasakure.UK

### A3! EVER LASTING LP
第三部前半のMIX公演曲が入ったミニ・アルバム（公演曲7曲収録）。2021年3月24日に発売。
1. モノローグ
歌：佐久間咲也（CV:酒井広大）
作詞・作曲・編曲：中山真斗
第三部前半主題歌。
2. The Contract
歌：ルキフェル＆マルク［月岡紬、七尾太一（CV：田丸篤志、濱健人）］
作詞・作曲・編曲：ゆよゆっぺ
第七回ミックス公演曲。
3. ITTEKI～義経異聞録～
歌：クロウ＆ベンケイ［皇天馬、皆木綴（CV：江口拓也、西山宏太朗）］
作詞・作曲・編曲：烏屋茶房
第八回ミックス公演曲。
4. 蜃気楼は奇術の夜に
歌：須玖キエル＆宇曽ペテン［碓氷真澄、卯木千景（CV：白井悠介、羽多野渉）］
作詞・作曲・編曲：ANCHOR
春組第七回公演曲。
5. Shake the Shape
歌：木津浩成&夏川空［斑鳩三角、兵頭九門（CV：廣瀬大介、畠中祐）］
作詞・作曲：ヒゲドライバー　編曲：YASUHIRO(康寛)
夏組第七回公演曲。
6. Hungry Neighbors
歌：近藤陸&クラウス［伏見臣、古市左京（CV：熊谷健太郎、帆世雄一）］
作詞・作曲・編曲：やしきん
秋組第七回公演曲。
7. グラン・ステイの続きを
歌：尾張＆津々木［雪白東、ガイ（CV：柿原徹也、日野聡）］
作詞・作曲・編曲：sasakure.UK
冬組第七回公演曲。
8. モノローグ（Instrumental）
9. The Contract（Instrumental）
10. ITTEKI～義経異聞録～（Instrumental）
11. 蜃気楼は奇術の夜に（Instrumental）
12. Shake the Shape（Instrumental）
13. Hungry Neighbors（Instrumental）
14. グラン・ステイの続きを（Instrumental）

### A3! FULL BLOOMING LP
第三部後半「ACT3 2/2 “FULL BLOOMING”」を中心としたアルバム。2022年1月19日に発売。
LIMITED EDITION版には、2022年4月9日～10日に開催された「A3! BLOOMING LIVE 2022」の展示の模様や、新規BGMと各公演曲のインストアレンジを収録したOST3が収録されたCDが特典として付属する。
収録曲

## GOD座コラボ公演

### A3! ETERNAL GOD EP
GOD座コラボ公演曲が入ったミニ・アルバム（公演曲2曲、キャラクターソング3曲収録）。2021年6月23日に発売。
1. 雪炎
歌：カイン＆ギルバート［飛鳥晴翔、高遠丞（CV：市来光弘、佐藤拓也）］
作詞・作曲・編曲：中山真斗
GOD座コラボ公演曲A。
2. Valet Resonance
歌：ルッツ＆サシャ［荒川志太、泉田 莇（CV：影山達也、小西成弥）］
作詞・作曲・編曲：yamazo
GOD座コラボ公演曲B。
3. 永久の劇場(テアトロ)
歌：神木坂レニ（CV：置鮎龍太郎）
作詞：烏屋茶房　作曲・編曲：YK from 有感覚
神木坂レニキャラクターソング。
4. 二等上等
歌：飛鳥晴翔（CV：市来光弘）
作詞：烏屋茶房　作曲・編曲：大和
飛鳥晴翔キャラクターソング。
5. Come on stage!
歌：荒川志太（CV：影山達也）
作詞：烏屋茶房　作曲・編曲：神田ジョン
荒川志太キャラクターソング。
6. 雪炎（Instrumental）
7. Valet Resonance（Instrumental）
8. 永久の劇場(テアトロ)（Instrumental）
9. 二等上等（Instrumental）
10. Come on stage!（Instrumental）

## アニメ

### Home/オレンジ・ハート
春組・夏組のシングル。2020年5月20日発売。

本楽曲は、2020年1月より放送のA3! SEASON SPRING & SUMMERのエンディング主題歌。
収録曲
1. Home
歌：春組[メンバー 10]
作詞・作曲・編曲：園田健太郎
2. オレンジ・ハート
歌：夏組[メンバー 3]
作詞・作曲・編曲：ヒゲドライバー
3. Home (Instrumental.)
4. オレンジ・ハート (Instrumental.)

評価
ライターの満島エリオはリアルサウンドに寄せた記事の中で「Home」について、あかるく優しげなメロディの中に、「居場所」や「家族」などのテーマが強く出ていると評価している。

### ZERO LIMIT/Thawing
秋組・冬組のシングル。2020年11月25日発売。

本楽曲は、2020年10月より放送のA3! SEASON AUTUMN & WINTERのエンディング主題歌。
収録曲
1. ZERO LIMIT
歌：秋組[メンバー 5]
作詞・作曲・編曲：R・O・N
2. Thawing
歌：冬組[メンバー 7]
作詞：織田あすか、作曲・編曲：藤田淳平（Elements Garden）
3. ZERO LIMIT (Instrumental.)
4. Thawing (Instrumental.)

### ユニットメンバー
1. 1 2 3 4 5 6  佐久間咲也（酒井広大）、皇天馬（江口拓也）、摂津万里（沢城千春）、月岡紬（田丸篤志）
2. 1 2 3  佐久間咲也（酒井広大）、碓氷真澄（白井悠介）、皆木綴（西山宏太朗）、茅ヶ崎至（浅沼晋太郎）、シトロン（五十嵐雅）、卯木千景（羽多野渉）
3. 1 2 3 4  皇天馬（江口拓也）、瑠璃川幸（土岐隼一）、向坂椋（山谷祥生）、斑鳩三角（廣瀬大介）、三好一成（小澤廉）
4. 1 2 3  皇天馬（江口拓也）、瑠璃川幸（土岐隼一）、向坂椋（山谷祥生）、斑鳩三角（廣瀬大介）、三好一成（小澤廉）、兵頭九門（畠中祐）
5. 1 2 3 4  摂津万里（沢城千春）、兵頭十座（武内駿輔）、七尾太一（濱健人）、伏見臣（熊谷健太郎）、古市左京（帆世雄一）
6. 1 2 3  摂津万里（沢城千春）、兵頭十座（武内駿輔）、七尾太一（濱健人）、伏見臣（熊谷健太郎）、古市左京（帆世雄一）、泉田莇（小西成弥）
7. 1 2 3 4  月岡紬（田丸篤志）、高遠丞（佐藤拓也）、御影密（寺島惇太）、有栖川誉（豊永利行）、雪白東（柿原徹也）
8. 1 2 3  月岡紬（田丸篤志）、高遠丞（佐藤拓也）、御影密（寺島惇太）、有栖川誉（豊永利行）、雪白東（柿原徹也）、ガイ（日野聡）
9. 1 2  卯木千景（羽多野渉）、兵頭九門（畠中祐）、泉田莇（小西成弥）、ガイ（日野聡）
10. 1 2  佐久間咲也（酒井広大）、碓氷真澄（白井悠介）、皆木綴（西山宏太朗）、茅ヶ崎至（浅沼晋太郎）、シトロン（五十嵐雅）